# Phytomyza multifidi
Phytomyza multifidi är en tvåvingeart som beskrevs av Spencer 1985. Phytomyza multifidi ingår i släktet Phytomyza och familjen minerarflugor.
Artens utbredningsområde är Kenya. Inga underarter finns listade i Catalogue of Life.